# 帰脾湯
帰脾湯（きひとう）は漢方方剤の一つ。出典は『済生方』。

## 組成
黄耆、白朮、茯苓、遠志、甘草、木香、当帰、酸棗仁、竜眼肉、人参、大棗、生姜。

## 適応
貧血、不眠、神経症、健忘。体力中等度以下で、虚弱体質の顔色が悪く、精神不安や出血などの傾向を伴う者への補気、補血の目的で用いる。

## 副作用
次の副作用がある。
- 重大な副作用 
  - 偽アルドステロン症、ミオパシー
- その他 
  - 発疹、蕁麻疹、食欲不振、胃部不快感、悪心、腹痛、下痢。

## 注意事項
高齢者は生理機能が低下し、妊産婦、小児は安全性が未確立であり、注意が必要である。

## 関連処方
加味帰脾湯
帰脾湯に柴胡と山梔子を加える。